# سنگالیا لائتا
سنگالیا لائتا (نام علمی: Acacia laeta) نام یک گونه از سرده اقاقیا است.